# Pseudosesia
Pseudosesia é um gênero de traça pertencente à família Brachodidae.